# ФК Сарајево
ФК Сарајево је босанскохерцеговачки фудбалски клуб из Сарајева, Федерација БиХ, БиХ. Тренутно се такмичи у Премијер лиги БиХ (од њеног оснивања 2002), првом степену такмичења у БиХ.

## Историја
Сарајево је основано 24. октобра 1946. године. Том клубу је претходило је оснивање Омладинског фискултурног друштва Слобода (10. маја 1945), а нешто касније је основано и Радничко фискултурно друштво Ударник. На јесен долази до спајања тих друштава у Фискултурно друштво Торпедо са секцијама за атлетику, фудбал, одбојку пливање и рвање. Торпедо годину дана касније мења име у Фискултурно друштво металаца Сарајево. Према плану који је изнесен на оснивачком састанку у великој сали фискултурног дома ново спортско друштво требало је да окупи оно најбоље из града Сарајева и БиХ.
Као самосталан фудбалски клуб Сарајево егзистира од 20. маја 1949. године, а дан касније је регистровано у Фудбалском савезу подручја Сарајево.
Још као Торпедо успева да у другој сезони тадашње Југословенске лиге уђе у друштво најбољих, али већ следеће сезоне испадају да би се наредне поново вратили. Сарајево је неколико пута испадало из Прве свезне лиге Југославије да би од сезоне 1959/60 остало њен стални члан до њеног распада 1992. године.
Сарајево је члан Прве лиге БиХ од њеног оснивања до 2002. године када је формирана Премијер лига Босне и Херцеговине. Од тада је стални члан Премијер лиге.

## Стадион
Сарајево све своје утакмице на Олимпијском стадиону „Асим Ферхатовић Хасе”. Стадион су градиле после Другог светског рата омладинске бригаде у делу Сарајева који се назива Кошевско брдо. Па је и прво име стадиона било „Кошево”. У току његовог дугогодишњег постојања стадион је више пута реконструисан. Највећа реконструкција је урађена 1984. када је Сарајево било домаћин Зимских олимпијских игара 1984. године.
да би тада променио име у Олимпијски стадион а после смрти најпопуларнијег сарајевског фудбалера Асима Ферхатовића- Хасеа добио данашњи назив. То је највећи стадион у Босни и Херцеговине.
Фк Сарајево је са сарајевском Општином Центар потписао 2021. уговор о закупу стадиона на период од 30 односно 45 година.

## Навијачи
Навијачи ФК Сарајева себе називају Хорде зла, и смјештени су на сјеверној трибини. Првобитни назив ове групе био је „Питари”, и били су смјештени на источној трибини стадиона „Кошево”.

## Успеси
- Првенство Југославије : 2

1966/67, 1984/85.
- Првенство Босне и Херцеговине : (1) + 4

(1998/99), 2006/07, 2014/15, 2018/19, 2019/20.
- Куп Босне и Херцеговине : (3) + 5

(1996/97, 1997/98, 2001/02), 2004/05, 2013/14, 2018/19, 2020/21, 2024/25.
- Суперкуп БиХ : (1)

(1996/97.)
Напомена: Од сезоне 2002/03. уједињен је фудбал у БиХ, и од тада се игра заједничка лига клубова из Федерације БиХ и Републике Српске. У загради су резултати у Лиги БиХ прије тог периода.

## ФК Сарајево у европским такмичењима
| Сезона  | Такмичење              | Коло          | Држава      | Клуб                   | Резултат           |
| ------- | ---------------------- | ------------- | ----------- | ---------------------- | ------------------ |
| 1960    | Митропа куп            | Група         | Мађарска    | МТК Будимпешта         | 1:2, 1:2           |
| 1965    | Митропа куп            | кв.           | Мађарска    | Вашаш Будимпешта       | 1:2, 0:2           |
| 1966    | Митропа куп            | 1. коло       | Аустрија    | Винер-Спорт-Клуб       | 2:1, 0:3           |
| 1967    | Митропа куп            | осмина финале | Италија     | Каљари Калчо           | 1:2, 3:1           |
|         |                        | четвртфинале  | Мађарска    | Ујпешт Дожа            | 1:2, 1:5           |
| 1967/68 | Куп шампиона           | 1. коло       | Кипар       | Олимпијакос Никозија   | 2:2, 3:1           |
|         |                        | осмина финала | Енглеска    | Манчестер јунајтед     | 0:0, 1:2           |
| 1974    | Митропа куп            | Група         | Чешка       | Жилина                 | 0:4, 3:3           |
|         |                        | Група         | Мађарска    | Видеотон Секешфехервар | 3:1, 1:3           |
| 1980/81 | УЕФА куп               | 1. коло       | Њемачка     | Хамбургер              | 2:4, 3:3           |
| 1982/83 | УЕФА куп               | 1. коло       | Бугарска    | Славија Софија         | 2:2, 4:2           |
|         |                        | 2. коло       | Румунија    | Корвинул Хунедоара     | 4:4, 4:0           |
|         |                        | 3. коло       | Белгија     | Андерлехт              | 1:6, 1:0           |
| 1985/86 | Куп шампиона           | 1. коло       | Финска      | Kuusysi                | 1:2, 1:2           |
| 1998/99 | УЕФА куп               | 1. коло       | Белгија     | Жерминал Екерен        | 1:4, 0:0           |
| 2001/02 | УЕФА куп               | кв.           | Португалија | Маритимо               | 0:1, 0:1           |
| 2002/03 | УЕФА куп               | кв.           | Чешка       | Сигма Оломуц           | 1:2, 2:1 (5:3 пен) |
|         |                        | 1. коло       | Турска      | Бешикташ               | 2:2, 0:5           |
| 2003/04 | УЕФА куп               | кв.           | Србија      | Сартид                 | 1:1, 0:3           |
| 2006/07 | УЕФА куп               | 1. коло кв.   | Андора      | Ранжерс Андора         | 3:0, 2:0           |
|         |                        | 2. коло кв.   | Румунија    | ФК Рапид Букурешт      | 1:0, 0:2           |
| 2007/08 | Лига шампиона          | 1. коло кв.   | Малта       | Марсашлок              | 6:0, 3:1           |
|         |                        | 2. коло кв.   | Белгија     | Генк                   | 2:1, 0:1           |
|         |                        | 3. коло кв.   | Украјина    | Динамо Кијев           | 0:1, 0:3           |
| 2007/08 | УЕФА куп               | 1. коло       | Швајцарска  | Базел                  | 1:2, 0:6           |
| 2009/10 | УЕФА лига Европе       | 2. коло кв.   | Словачка    | Спартак Трнава         | 1:0, 1:1           |
|         |                        | 3. коло кв.   | Шведска     | Хелсинборг             | 2:1, 1:2 (5:4 пен) |
|         |                        | плеј оф коло  | Румунија    | ЧФР Клуж               | 1:1, 1:2           |
| 2011/12 | УЕФА лига Европе       | 2. коло кв.   | Шведска     | Еребро                 | 0:0, 2:0           |
|         |                        | 3. коло кв.   | Чешка       | Спарта Праг            | 0:5, 0:2           |
| 2012/13 | УЕФА лига Европе       | 1. коло кв.   | Малта       | Хибернијанс            | 5:2, 4:4           |
|         |                        | 2. коло кв.   | Бугарска    | Левски Софија          | 0:1, 3:1           |
|         |                        | 3. коло кв.   | Црна Гора   | Зета                   | 2:1, 0:1           |
| 2018/19 | УЕФА лига Европе       | 1. коло кв.   | Јерменија   | Банантс                | 2:1, 3:0           |
|         |                        | 2. коло кв.   | Италија     | Аталанта               | 0:8, 2:2           |
| 2019/20 | Лига шампиона          | 1. коло кв.   | Шкотска     | Селтик                 | 1:3, 1:2           |
| 2019/20 | УЕФА лига Европе       | 3. коло кв.   | Белорусија  | БАТЕ Борисов           | 1:2, 0:0           |
| 2020/21 | Лига шампиона          | 1. коло кв.   | Велс        | Конас Кеј Номадс       | 2:0                |
|         |                        | 2. коло кв.   | Белорусија  | Динамо Брест           | 1:2                |
| 2020/21 | УЕФА лига Европе       | 3. коло кв.   | Црна Гора   | Будућност Подгорица    | 2:1                |
|         |                        | плеј оф коло  | Шкотска     | Селтик                 | 0:1                |
| 2021/22 | УЕФА Лига конференције | 1. коло кв.   | Молдавија   | Милсами Орхеј          | 0:1, 0:0           |
| 2023/24 | УЕФА Лига конференције | 1. коло кв.   | Грузија     | Торпедо Кутаиси        | 1:1, 2:2 (2:4 пен) |
| 2024/25 | УЕФА Лига конференције | 1. коло кв.   | Казахстан   | Актобе                 | 2:3, 1:0 (4:3 пен) |
|         |                        | 2. коло кв.   | Словачка    | Спартак Трнава         | 0:0, 0:3           |

## Састав тима у сезони 2024/25.
| Бр. |                     | Позиција | Играч             |
| --- | ------------------- | -------- | ----------------- |
| 13  | Босна и Херцеговина | Г        | Санин Мушија      |
| 39  | Хрватска            | Г        | Ловре Рогић       |
| 40  | Босна и Херцеговина | Г        | Фарис Мехић       |
| 42  | Србија              | Г        | Емил Роцков       |
| 2   | Хрватска            | О        | Бруно Унушић      |
| 3   | Босна и Херцеговина | О        | Ренато Гојковић   |
| 4   | Босна и Херцеговина | О        | Нермин Мујкић     |
| 6   | Хрватска            | О        | Винко Солдо       |
| 15  | Босна и Херцеговина | О        | Никола Ђурић      |
| 16  | Србија              | О        | Филип Јовић       |
| 22  | Босна и Херцеговина | О        | Амар Бегановић    |
| 25  | Босна и Херцеговина | О        | Тарик Капетановић |
| 44  | Бугарска            | О        | Мартин Паскалев   |
| 77  | Хрватска            | О        | Михаел Купрешак   |
| 5   | Хрватска            | С        | Карло Лулић       |

| Бр. |                     | Позиција | Играч                    |
| --- | ------------------- | -------- | ------------------------ |
| 8   | Босна и Херцеговина | С        | Елдар Мехмедовић         |
| 10  | Луксембург          | С        | Мирза Мустафић (капитен) |
| 14  | Србија              | С        | Александар Ђорђевић      |
| 18  | Хрватска            | С        | Домагој Павичић          |
| 21  | Гамбија             | С        | Момодоу Јатта            |
| 23  | Босна и Херцеговина | С        | Анес Крџалић             |
| 27  | Босна и Херцеговина | С        | Муамер Хамзић            |
| 29  | Црна Гора           | С        | Владан Бубања            |
| 7   | Грузија             | Н        | Ђорђи Гулиашвили         |
| 11  | Гана                | Н        | Францис Кјеремех         |
| 17  | Хрватска            | Н        | Карло Бутић              |
| 19  | Србија              | Н        | Андреја Ристић           |
| 31  | Босна и Херцеговина | Н        | Ахмед Тиро               |
| 46  | Грузија             | Н        | Василиос Гордезијани     |
| 99  | Босна и Херцеговина | Н        | Алдин Туркеш             |

Тренер: Зоран Зекић

## Познати играчи Сарајева
| - Бошко Антић - Ибрахим Биоградлић - Мирсад Фазлагић - Асим Ферхатовић - Фарук Хаџибегић - Драган Јаковљевић - Сеад Јесенковић - Давор Јозић - Рефик Муфтић |  | - Хусреф Мусемић - Вахидин Мусемић - Џемалудин Мушовић - Бобан Божовић - Предраг Пашић - Фахрудин Прљача - Бошко Продановић - Зијад Швракић - Ферид Радељаш |  | - Милош Ђурковић - Сребренко Репчић - Сафет Сушић - Сретен Шиљкут - Едхем Шљиво - Желимир Видовић - Џемал Берберовић - Марко Михојевић - Ристо Видаковић |

## Познати тренери Сарајева
| - Мирослав Брозовић - Бошко Антић - Фуад Музуровић - Хусреф Мусемић |

## Спонзорство
- Генерални спонзор: Turkish airlines[5]
- Технички спонзор: Адидас, А Блок
- Бронзани спонзор: БХ Телеком

- Остали спонзори: Меридианбет,[6] Визит Сарајево, НЛБ Банка, Амико комерц, Лутрија, Оаза, АСА Банка, Сарајевска пивара